# César (ur. 1954)
César, właśc. Júlio César Coelho de Moraes (ur. 27 lipca 1954 w Rio de Janeiro) – brazylijski piłkarz, występujący podczas kariery na pozycji napastnika.

## Kariera klubowa
Karierę piłkarską César rozpoczął w klubie Bonsucesso Rio de Janeiro w 1974 roku. W 1979 został zawodnikiem SE Palmeiras. W lidze brazylijskiej zadebiutował 5 grudnia 1979 w wygranym 5-1 meczu z Comercialem Ribeirão Preto. Był to niezwykle udany debiut, gdyż César w 32 i 88 min. zdobył bramki. W 1981 był zawodnikiem CR Vasco da Gama.
Dobra została zauważona przez Sevillę FC, do której Cesar wkrótce trafił w 1981. W Sewilli występował przez półtora roku, po czym wrócił do Brazylii i został zawodnikiem Portuguesy São Paulo. W barwach Portuguesy 22 lutego 1984 w przegranym 2-3 meczu z Auto Esporte Teresina Cesar wystąpił po raz ostatni w lidze brazylijskiej.
Ogółem w latach 1979–1984 wystąpił w lidze w 27 meczach, w których strzelił 7 bramek. W latach 1985–1987 César występował w Portugalii w Vitórii Guimarães i SC Farense. Karierę zakończył w Barra Teresópolis w 1991 roku.

## Kariera reprezentacyjna
W reprezentacji Brazylii César zadebiutował 15 maja 1981 w wygranym 3-1 towarzyskim meczu z reprezentacją Francji. Drugi i ostatni raz w reprezentacji César wystąpił 19 maja 1981 w wygranym 2-1 towarzyskim meczu z reprezentacją RFN.
| Mecze i gole w reprezentacji | Mecze i gole w reprezentacji | Mecze i gole w reprezentacji | Mecze i gole w reprezentacji | Mecze i gole w reprezentacji | Mecze i gole w reprezentacji | Mecze i gole w reprezentacji |
| #                            | Data                         | Miasto                       | Przeciwnik                   | Gol                          | Wynik                        | Rozgrywki                    |
| ---------------------------- | ---------------------------- | ---------------------------- | ---------------------------- | ---------------------------- | ---------------------------- | ---------------------------- |
| 1.                           | 15.05.1981                   | Paryż                        | Francja                      |                              | 3:1                          | towarzyski                   |
| 2.                           | 14.02.1981                   | Stuttgart                    | RFN                          |                              | 2:1                          | towarzyski                   |